# Абу Асеб Алі II
Абу Асеб (Бу Себа) Алі II (араб. بابا علي; д/н — 1766) — 17-й дей Алжиру в 1754—1766 роках. Відомий також як Баба Алі або Алі Баба Нексіс.

## Життєпис
Про нього обмаль відомостей. Обіймав посаду баби. 1754 року після вбивства дея Мухаммада IV обирається новим правителем Алжиру. Поновив агресивну зовнішню політику: спочатку дозволив алжирським піратам поновити напади на європейські судна, окрім данських (відповідно до попередніх угод). Цьому сприяла Семирічна війна в Європі. Потім оголосив війну Республіці Сполучених провінцій.
1756 року прийняв в себе представників династії Хусайнідів з Тунісу — Мухаммада і Алі, яким невдовзі допоміг скинути свого стриєчного брата Алі I, бея Тунісу. Владу отримав Мухаммад, що підтвердив зверхність Алжиру. 1759 року після смерті останнього підтримав його брата Алі, який також продовжив платити данину алжирському дею.
У внутрішній політиці продовжив впровадження «Ахад Аман», що обмежив політичний вплив яничар. Це викликало повстання в Тлемсені й Костянтині, що були придушені загонами дея.
Помер 1766 року, забезпечивши обрання наступником свого хазнаджи (скарбника) Мухаммада ібн Усмана новим деєм.